# Club Deportivo Lugo
Maillots
Actualités
Le Club Deportivo Lugo est un club de football espagnol basé à Lugo en Galice.

## Histoire
| \| Lugo \| Emplacement de Lugo, en Espagne. |
| Lugo                                        |

Le club évolue en Segunda División pour la première fois lors de la saison 1992-1993, puis de 2012 à 2023.

## Saisons
| Primera División   | 0  |
| Segunda División   | 8  |
| Segunda División B | 23 |
| Tercera División   | 34 |

## Entraineurs[3]
| - Ramón Polo (1951–52) - Pontoni (1971–72) - Ignacio Martín-Esperanza (1974–75), (1982–83) - Fabri (1986–88) - Julio Díaz (1988–89), (1990–92) - Luis Rodríguez Vaz (1992–93) - Fernando Vázquez (1994–95) - Fabri (1999–00) - Carlos García Cantarero (2000) | - Julio Díaz (2000–01) - Víctor Basadre (2000–01) - Julio Díaz (2001–02) - Javier Vidales (2002–03) - José Durán (2004) - Carlos Ballesta (2004–05) - Quique Setién (2009–15) - Luis Milla (2015–16) - José Durán (2016) - Luis César Sampedro (2016–2017) - Francisco (2017–) |

## Historique du logo

Ancien logo
Logo actuel